# Olen Steinhauer
Pour les articles homonymes, voir Steinhauer.
Olen Steinhauer, né le 21 juin 1970 à Baltimore (Maryland) est un romancier américain.

## Biographie
Olen Steinhauer est né à Baltimore, et a grandi en Virginie. Il a fréquenté l'université à Lock Haven en Pennsylvanie, et université du Texas à  Austin. Il obtient une Maîtrise en arts (MFA) en écriture créative à Emerson College à Boston. Après avoir obtenu son diplôme, Olen Steinhauer reçoit une bourse annuelle Fulbright, lui permettant de séjourner en Roumanie et d'y rédiger un manuscrit, celui de la révolution roumaine de 1989, intitulé le Monocle de Tzara. Cette expérience, l'inspira d'ailleurs pour l'écriture de ses cinq premiers romans. Ensuite, lorsqu'il arriva à New York, il utilisa ses travaux en Roumanie pour décrocher un agent littéraire. Cependant, c'est avec un autre livre, Cher camarade (The Bridge of Sighs), un roman policier qui se déroule en Europe de l’Est juste après la Seconde Guerre mondiale, que l'écrivain est publié pour la première fois. Cette première publication lui vaut d'être nommé pour cinq récompenses — dont le Edgar Allan Poe Award for Best First Novel — et constitue aussi le début d'une pentalogie comprenant aussi : The Confession, 36 boulevard Yalta, Liberation Movements et La Variante Istanbul ; cette dernière ayant été nommée pour le Edgar Award, meilleur roman de l'année. En 2007, Victory Square, est nommé comme le editor’s choice au The New York Times.
En 2009, Olen Steinhauer commence une trilogie avec Le Touriste, roman d'espionnage sous fond d'après 11 septembre 2001. Le Touriste est alors un succès et arrive à se
glisser dans la liste des best-sellers du New York Times et est traduit en 25 langues. Le deuxième volume, L'Issue publié en 2010 gagne le Prix Hammett pour le meilleur roman policier de l'année. Le dernier volume, L'Étau, est publié en mars 2012 aux États-Unis et au Royaume-Uni, restant trois semaines dans la liste des best-sellers du New York Times, ainsi que dans la liste des best-sellers du Publishers Weekly et du Los Angeles Times.

## Œuvre

### Romans

#### SérieEmil Brod, Ferenc Kolyeszar, Brano Sev
- The Bridge of Sighs (2003)
  - Cher camarade, Éditions Liana Lévi, coll. « À corps et à crime » (2004)  (ISBN 2-86746-364-5), réédition Éditions Gallimard, coll. « Folio policier » no 451 (2007)  (ISBN 978-2-07-033963-1)
- The Confession (2004)
  - Niet camarade, Éditions Liana Lévi, coll. « À corps et à crime » (2005)  (ISBN 2-86746-383-1), réédition Éditions Gallimard, coll. « Folio policier » no 503 (2008)  (ISBN 978-2-07-033962-4)
- 36 Yalta Boulevard (2005) (autre titre The Vienna Assignment)
  - 36, boulevard Yalta, Éditions Liana Lévi, coll. « À corps et à crime » (2007)  (ISBN 978-2-86746-436-2), réédition Éditions Gallimard, coll. « Folio policier » no 536 (2009)  (ISBN 978-2-07-034707-0)
- Liberation Movements (2006) ' autre titre The Istanbul Variation) 
  - La Variante Istanbul, Éditions Liana Lévi, coll. « À corps et à crime » (2007)  (ISBN 978-2-86746-468-3), réédition Éditions Gallimard, coll. « Folio policier » no 570 (2010)  (ISBN 978-2-07-035777-2)
- Victory Square (2007)

#### SérieMilo Weaver
- The Tourist (2009)
  - Le Touriste, Éditions Liana Lévi (2009)  (ISBN 978-2-86746-506-2), réédition Le Grand Livre du mois (2009)  (ISBN 978-2-286-05435-9), réédition Presses-Pocket, coll. « Pocket » no 13683 (2010)  (ISBN 978-2-266-18225-6)
- The Nearest Exit (2010)
  - L'Issue, Éditions Liana Lévi (2010)  (ISBN 978-2-86746-544-4), réédition Presses-Pocket, coll. « Pocket » no 14408 (2011)  (ISBN 978-2-266-20375-3)
- An American Spy (2012)
  - L'Étau, Éditions Liana Lévi (2012)  (ISBN 978-2-86746-663-2), réédition Presses-Pocket, coll. « Pocket » no 15657 (2014)  (ISBN 978-2-266-24062-8)
- The Last Tourist (2020)

#### Autres romans
- The Cairo Affair (2014)
- All the Old Knives (2015)
  - À couteaux tirés, Presses de la Cité, coll. « Sang d'encre » (2016)  (ISBN 978-2-258-13031-9), réédition Presses-Pocket, coll. « Pocket » no 15657 (2017)  (ISBN 978-2-266-27426-5)
- The Middleman (2018)

### Nouvelles
- Investment in Vevey (2005)
- The Piss-Stained Czech (2006)
- Hungarian Lessons (2008)
- You Know What's Going (2011)

### Cinéma
- 2022 : Le Couteau par la lame (All the Old Knives) de Janus Metz Pedersen (scénario, d'après son propre roman)

## Distinctions

### Prix
- Prix Hammett 2010 pour The Nearest Exit[1]

### Nominations
- Prix Dagger 2003 du meilleur roman historique pour The Bridge of Sighs[2]
- Prix Anthony 2004 du meilleur roman historique pour The Bridge of Sighs[3]
- Prix Barry 2004 du meilleur premier roman pour The Bridge of Sighs[4]
- Prix Edgar-Allan-Poe 2004 du meilleur premier roman pour The Bridge of Sighs[5]
- Prix Macavity 2004 du meilleur premier roman pour The Bridge of Sighs[6]
- Prix Edgar-Allan-Poe 2007 du meilleur premier roman pour Liberation Movements[5]
- Prix Steel Dagger 2009 pour The Tourist[2]